# Villamar, Sardinien
Villamar är en ort och kommun i provinsen Sydsardinien i regionen Sardinien i sydvästra Italien. Kommunen hade 2 660 invånare (2017).